# Margherita Hack

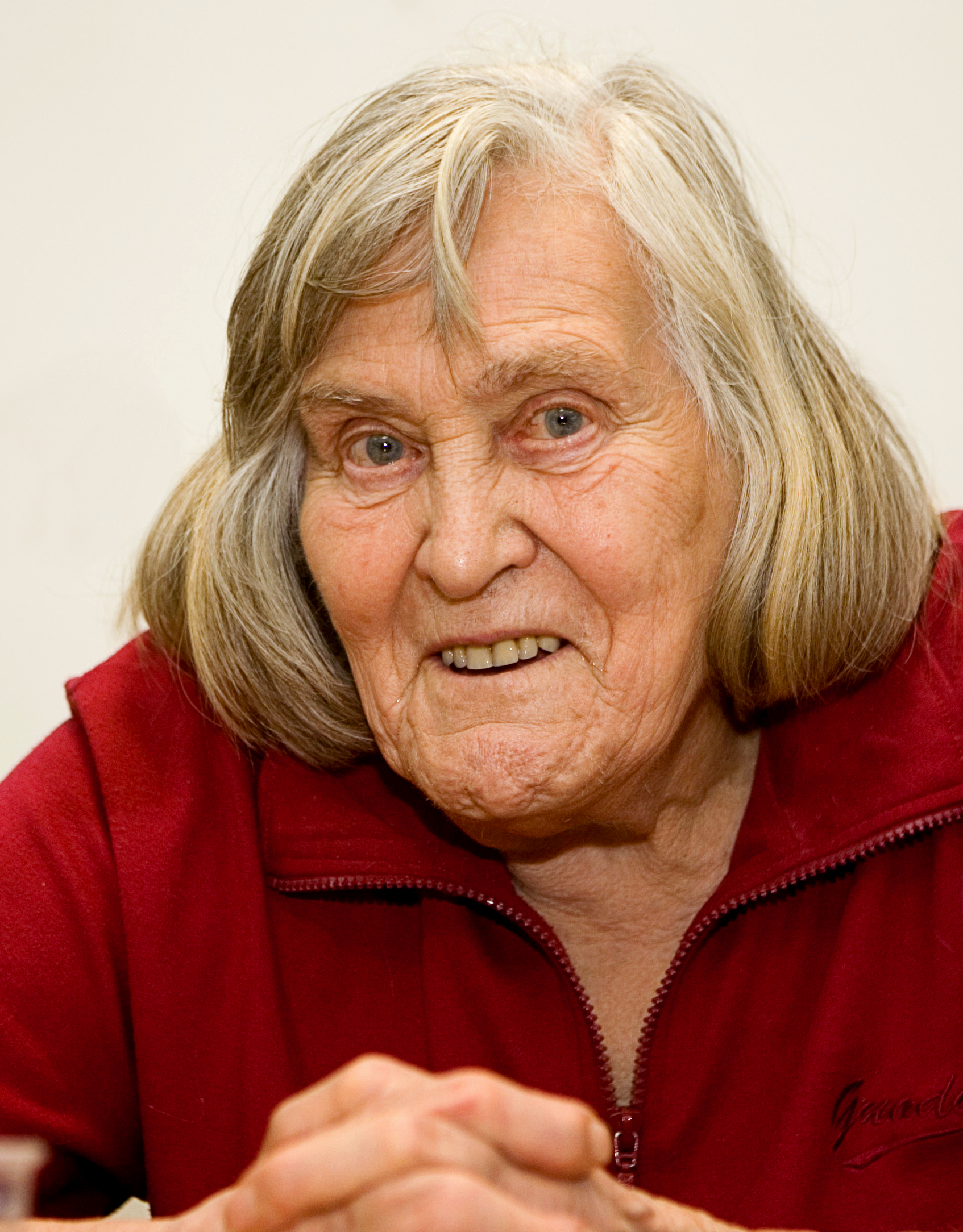
Margherita Hack, 23 november 2006.

Margherita Hack, född 12 juni 1922 i Florens, död 29 juni 2013 i Trieste, var en italiensk astrofysiker, professor, politisk aktivist och populärvetenskaplig författare. Hon var den första italienska kvinnan att leda det astronomiska observatoriet i Trieste, mellan åren 1964 och 1987, och är den som gjort verksamheten vid centret världskänd. I Italien är hon känd som "nostra signora delle stelle" för sina populärvetenskapliga bedrifter och frekventa framträdanden i italiensk tv. 

## Biografi
Hack var dotter till Roberto Hack, en schweizisk bokförare och protestant, och Maria Luisa Poggesi, italiensk miniatyrmålare vid Uffizierna och katolik. Båda föräldrarna lämnade sitt religiösa ursprung för att gå med i det italienska teosofiska samfundet, där fadern också arbetade som sekreterare under ordförande Gamberini-Cavallini. Familjen var vegetarianer, något Hack fortsatt att vara under resten av sitt liv. 
Hack gifte sig med sin barndomsvän Florentine Aldo De Rosa 1944 i San Leonardo in Atreci, i en religiös ceremoni för att blidka sina svärföräldrar. Paret hade inga barn.
Hon var vegetarian och skrev en bok som förklarade detta val med titeln Perché sono vegetariana (Varför jag är vegetarian).
Hon lämnade till Trieste kommun sitt personliga bibliotek som innehåller 24000 böcker om astronomi.

## Utmärkelser
1995 upptäcktes en asteroid som senare fick namnet 8558 Hack till hennes ära.

## Karriär
Hack började sina studier inom litteraturvetenskap vid universitetet i Florens men bytte till fysik och var sidan av studierna framgångsrik atlet fram till examen i astrofysik 1945. Hon assisterade därefter vid observatoriet i Florens och undervisade på det optiska institutet, baserat på intresset för spektroskopi, fram tills företaget Ducati erbjöd en tjänst inom optik som fick henne att lämna Florens för Milano under knappt ett år. Tillbaka vid Florens universitet assisterade Hack undervisningen i astronomi mellan 1948 och 1951. Hon fick sin professur 1954 och påbörjade då även sin populärvetenskapliga verksamhet. På egen begäran förflyttades hon till observatoriet i Merate, nära Lecco, som är del av det historiska observatoriet i Brera. Samtidigt engagerade sig Hack i astrofysik och radioastronomi vid universitetet i Milano, där hon genom samarbete med internationella gästforskare upprättade förbindelser med de amerikanska universiteten Berkeley och Princeton, och med universitetet i Mexico City, samt med institutet för astrofysik i Paris och observatorierna i Utrecht och Groningen i Nederländerna. 
1964 blev Hack professor i astronomi på institutet för teoretisk fysik vid universitetet i Trieste. Hon blev då ansvarig för observatoriet och initierade en omfattande vetenskaplig utveckling som lett till stort internationellt erkännande. Hennes insatser genererade en enorm expansion av utbildnings- och forskningsaktiviteter, och 1980 inrättades ett institut för astronomi som 1985 blev till en egen institution under Hacks ledning fram till 1990.   
Hon arbetade på många amerikanska och europeiska observatorier och var länge medlem i arbetsgrupper av ESA och NASA. I Italien, med ett intensivt marknadsföringsarbete, bidrog hon i största hand till tillväxten av det astronomiska samhället med tillgång till flera satelliter och uppnådde en ökad internationell nivån.
Hacks populärvetenskapliga skrifter varvades med vetenskapliga bedrifter, där traktatet "Stellar Spettoscopy", skriven vid Berkeley tillsammans med Otto von Struve 1959, anses vara ett fundamentalt verk även idag. Hack arbetade för många tidskrifter och tidningar tills hon 1978 grundade "L'Astronomia". Tillsammans med Corrado Lamberti engagerade hon sig senare även i den populärvetenskapliga tidskriften "Le Stelle". Hennes skrifter har vunnit priser så som Targa Giuseppe Piazzi 1994 för framstående vetenskaplig forskning och Cortina Ulisse Prize 1995 för vetenskaplig spridning.
Hack var medlem i Accademia dei Lincei, International Astronomical Union och Royal Astronomical Society. Hon mottog en utmärkelse av Accademia dei Lincei 1980, och tilldelades kulturpriset av den italienska premiärministern 1987. 1998 fick hon guldmedalj för sina vetenskapliga bedrifter (Medaglia ai Benemeriti della cultura e dell'arte) och 2012 blev hon adlad (Cavaliere di gran croce dell'Ordine al merito della Repubblica italiana, OMRI) med motiveringen "för de konstanta och outtröttliga ansträngningar inom vetenskaplig forskning och service till samhället, vilka gör henne till en förebild av extraordinärt engagemang och uthållighet för den yngre generationen".
Hack slutade att undervisa 1992 men fortsatte sin forskning fram till pensionen 1997. Hon fortsatte efter det att leda det interregionala centret för astrofysik och kosmologi i Trieste (CIRAC), tillägnat möten och konferenser i syftet att sprida kunskap om astronomi och en vetenskaplig och rationell mentalitet.

## Politisk aktivism
Margherita Hack var ateist, feminist och vegetarian. Hon stöttade den framgångsrika kampanjen att legalisera abort och gick i täten för homosexuellas rättigheter, djurrättsfrågor, stamcellsforskning och rätten till dödshjälp. Hon deltog i en lyckosam kampanj mot att bygga kärnreaktorer i Italien och stöttade guvernören i södra Puglia, Nichi Vendola, som är en av få öppet homosexuella politiker i landet.
Hack var också en aktiv motståndare mot Silvio Berlusconi och framträdande medlem i rörelsen Million Women som krävde hans avgång. Hon var heller ingen supporter till Beppe Grillo och avfärdade honom som en pajas. 
Hack var övertygad om att etik inte grundas på religion utan på samvetsprinciper. 2005 orsakade hon rabalder då hon påstod att miraklet i Neapel, där blodet från San Gennaro blir flytande under en årlig ceremoni, är en bluff som kan förklaras på vetenskapliga grunder. Blodet är i själva verket järnoxidhydrat som liknar blod och bildar en mörkbrun gelé som blir flytande vid skakning. För Hack är den enda Gud värd namnet Higgspartikeln, och när den romerska katolska kyrkan 1992 tillkännagav att de felaktigt fördömt Galieo Galilei för hans påstående om att jorden färdas runt solen, utbrast hon; "bättre sent än aldrig".
Hack stöttade det kommunistiska partiet i Lombardiet under det regionala valet 2005 och fick då 5364 röster i Milano. Hon överlämnade sin plats till Bebo Storti. 2006 stöttade hon det kommunistiska partiet i det allmänna valet och nominerades då i flera distrikt. När hon blev vald överlämnade hon igen sin plats för att istället ägna sig åt astronomi.